# Sala Concerti di Oslo

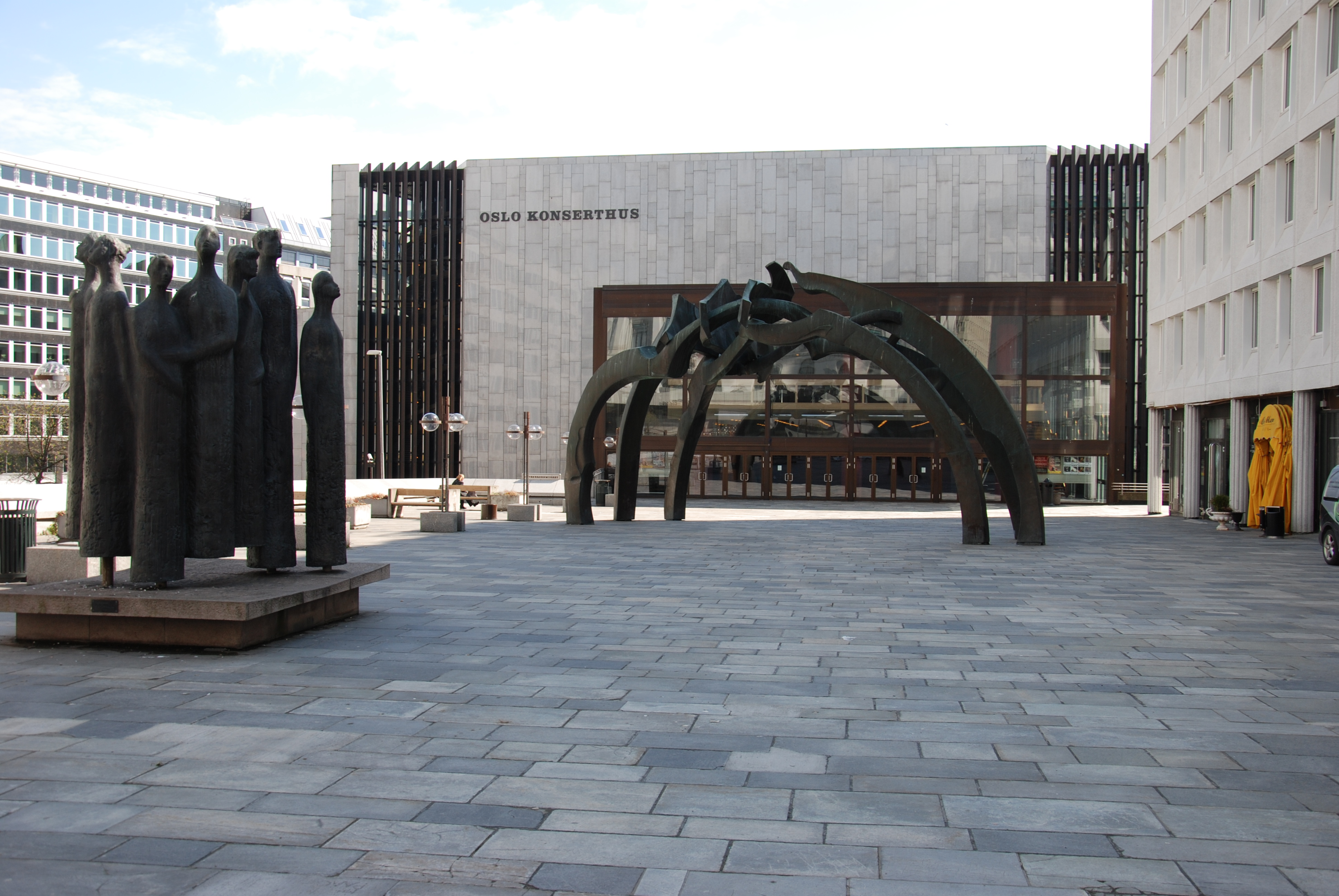
Oslo Concert Hall

La Sala Concerti di Oslo (Oslo Konserthus) è una sala da concerti situata in Vika, una parte del centro di Oslo, in Norvegia. È la sede dell'Orchestra Filarmonica di Oslo (Oslo-Filharmonien), ma mira anche a essere uno dei luoghi della musica più importanti in generale nella vita musicale e culturale generale della Norvegia, che offre una vasta gamma di stili musicali dal classico, la musica world, e l'intrattenimento popolare dagli artisti e dai gruppi, sia norvegesi che internazionali. Presenta più di 300 eventi all'anno e riceve più di 200.000 visitatori.

## Storia
Per lungo tempo a Oslo è mancata una sala da concerto adeguata e la Filarmonica di Oslo non aveva una sala regolare per le sue prove. A volte le prove potevano anche avvenire in luoghi diversi nello stesso giorno per lo stesso soggetto.

## Progetto e realizzazione
Dopo decenni di dibattito e di ritardo, un concorso di architetti fu organizzato nel 1955 e le bozze finali per la sala da concerto furono presentate nel 1965, sulla base della proposta vincente di Gösta Åbergh. La Oslo Konserthus AS fu fondata nel mese di ottobre 1966 e, il 22 marzo 1977, la sala da concerto fu finalmente aperta. Nel settembre dello stesso anno fu installato un organo (con 7000 canne), appositamente costruito a Göttingen, in Germania. È stato il più grande organo della Norvegia fino al 2014.

## L'edificio
L'edificio si compone di due sale da concerto, diverse sale riunioni e prove, grandi foyer e bar, un box office e un'ala per gli uffici. La sala principale ha una capacità massima di oltre 1.600 e la piccola di 266.
I foyer possono essere utilizzati come spazi espositivi ed i bar hanno una capacità di servire fino a 1.400 persone. Anche l'area aperta di fronte alla sala ed i locali sottostanti appartengono alla Oslo Konserthus AS. Il Museo Stenersen (Stenersenmuseet), con la sua caffetteria Diorama, si trovano in quest'ultima.
Nel 2000 Mariss Jansons, allora direttore dell'Orchestra Filarmonica di Oslo, si dimise dalla sua posizione dopo le controversie con la città a proposito dell'acustica scadente della sala.